# Botnneset
Botnneset är en udde i Antarktis. Den ligger i Östantarktis. Norge gör anspråk på området.
Terrängen inåt land är kuperad söderut, men norrut är den platt. Havet är nära Botnneset åt nordväst. Trakten är obefolkad. Det finns inga samhällen i närheten. 